# Tropas Fronterizas Soviéticas
Las Tropas Fronterizas de la Unión Soviética (en ruso; Пограничные войска СССР, Pogranichnyie Voiska SSSR) eran la guardia fronteriza militarizada de la Unión Soviética, cuyas funciones eran proteger la frontera nacional de la URSS, prevenir y combatir las usurpaciones de soberanía e integridad territorial del país. Estaba subordinada a la agencia de seguridad estatal: primero fue la Cheka/Directorato Político Estatal, después la NKVD/MGB y, finalmente, la KGB. De acuerdo a esto, fueron conocidos como Tropas fronterizas NKVD y Tropas fronterizas KGB (con abreviaciones rusas - НКВД СССР/ - КГБ СССР agregadas al final de sus nombres oficiales). A diferencia de otras guardias fronterizas de otros países, las tropas de frontera soviéticas incluían unidades marítimas (por ejemplo, Guardacostas). 
Tras la desaparición de la Unión Soviética en 1991, fue sucedida por la Guardia Fronteriza de Rusia.

## Historia

### Preguerra

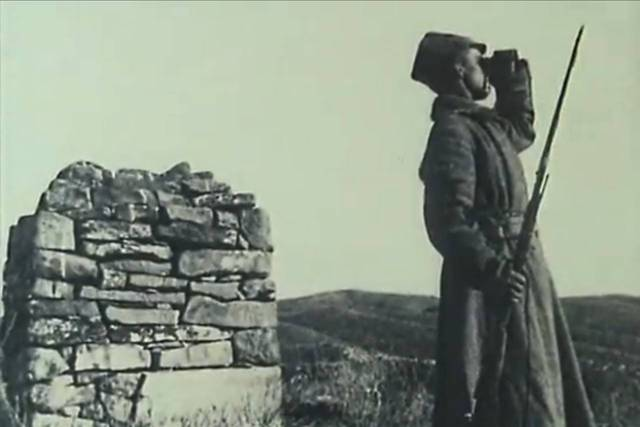
Guarda soviético en el Turquestán (circa 1917).

El 30 de marzo de 1918 se creó la Dirección General de la Guardia Fronteriza, que era dependiente de Comisariado del Pueblo para las Finanzas, por decreto del Consejo de Comisarios del Pueblo. El 28 de mayo de 1918, la Guardia Fronteriza quedó bajo jurisdicción del Comisariado del Pueblo para el Comercio. En 1920, cambió nuevamente de dependencia, quedando finalmente bajo jurisdicción de la Comisión Extraordinaria Panrusa (Cheka), bajo su departamento especial.
El 27 de septiembre de 1922, se creó el Cuerpo Fronterizo Separado (OPK), perteneciente al Directorio Político del Estado, GPU (y desde noviembre de 1923, al OGPU), que estaba organizado en 7 distritos fronterizos. Una vez formado el cuerpo fronterizo del OGPU, se crearon cuatro flotillas fronterizas (Norte, Finlandia-Ladoga, Mar Negro y Caspio), que eran formaciones de embarcaciones para aquellos distritos fronterizos con fronteras marítimas. Su cuartel general era el Departamento del servicio de fronteras marítimas de la industria de defensa, encabezado por el subjefe de personal de las tropas OGPU para la parte marítima.
A finales de 1923, debido a la imposibilidad de organizar de forma independiente la protección de la frontera marítima a causa del pequeño número de barcos, así como a la falta de medios confiables de comunicación y control, las flotillas fronterizas del Mar Negro y del Norte fueron disueltas. Las flotilla del Ladoga pasó a denominarse "flotilla báltica", y en 1924 también se disolvió la flotilla fronteriza del Caspio. En 1933, sobre la base de la base naval regional de la guardia fronteriza, se formó la flotilla de la guardia fronteriza del Lejano Oriente de la OGPU, en el Krai del Lejano Oriente.
Desde julio de 1934, la administración de las Tropas Fronterizas pasó a manos del Comisariado del Pueblo para Asuntos Internos (NKVD). En 1935, todas las flotillas fronterizas se reorganizaron en Destacamentos Fronterizos Marítimos. Desde 1937, el liderazgo de las tropas fronterizas comenzó a ser realizado por la Dirección Principal de Tropas Fronterizas y Tropas Internas del NKVD (GUPVV). Por estos años, las Tropas Fronterizas participaron en luchas contra bandas procedentes de países fronterizos a la URSS (como Mongolia), en un conflicto con China en 1929, en la derrota de los últimos basmachíes a principios de la década de 1920, en las guerras fronterizas contra Japón de 1932 a 1939, y en la Guerra de Invierno contra Finlandia de 1939 a 1940. Incluso sin hostilidades a gran escala, sin embargo, el servicio de los guardias fronterizos era peligroso: por ejemplo, solo en 1939, se produjeron 292 enfrentamientos militares con personal militar de los estados vecinos a lo largo de todas las fronteras de la URSS, además de provocaciones y escaramuzas contra contrabandistas y otros incidentes.

### Gran Guerra Patria

#### Inicio de la guerra
En junio de 1941, las Tropas Fronterizas contaban con:
- 18 distritos fronterizos;
- 94 destacamentos fronterizos;
- 8 destacamentos separados de tribunales fronterizos;
- 23 comandancias fronterizas separadas;
- 10 escuadrones de aviación separados;
- 2 regimientos de caballería.El personal de las Tropas Fronterizas y la Protección Marítima de Fronteras de la NKVD ascendió a 168,135 personas. En servicio con las Tropas Fronterizas y unidades de la Guardia Fronteriza Marina de la NKVD de la URSS estaban:

- 11 barcos patrulleros;
- 223 lanchas patrulleras;
- 180 barcos de incursión y auxiliares (total 414 unidades);
- 129 aviones.

#### Movilización de las Tropas Fronterizas al frente

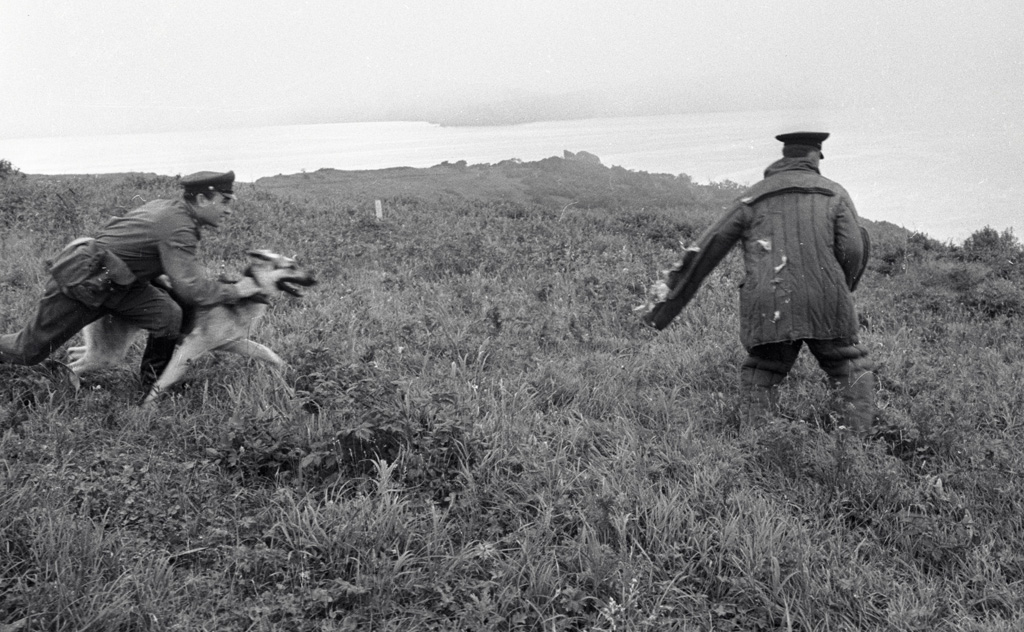
Adiestramiento de perros de las Tropas Fronterizas en un puesto fronterizo de Kamchatka (1969).

Por decreto del gobierno del 29 de junio de 1941, se planeó formar 10 divisiones de fusileros y 5 de fusileros montañeses de las Tropas Fronterizas del NKVD para transferirlas al ejército. Posteriormente, la tarea cambió; era necesario formar divisiones de fusileros en una composición reducida. En total, se destinaron 23,000 personas de las tropas internas para su dotación, y 15,000 personas de las tropas fronterizas. Después de un breve entrenamiento, todas las divisiones fueron enviadas a los ejércitos de los frentes de Reserva, Norte y Oeste.
En agosto de 1941, por decisión del Comité Estatal de Defensa, 110,000 militares fueron enviados al frente de las tropas del NKVD. A mediados de 1942, fueron 75,000 hombres adicionales, aunque a finales de 1942, se formó un ejército separado de las tropas del NKVD a partir del personal militar de las tropas fronterizas e internas, que constaba de 6 divisiones, rebautizadas el 1 de febrero de 1943 como 70° Ejército. Las divisiones se formaron sobre una base territorial:
- De las Tropas Fronterizas las divisiones eran la del Lejano Oriente, la de Transbaikal y la de Asia Central.
- De las tropas operativas las divisiones eran la de los Urales y la de Stalingrado.
- De las tropas para la protección de los ferrocarriles, era la división siberiana.

Durante todo el período de guerra, la NKVD transfirió 29 divisiones de su composición al Ejército. En total, 53 divisiones y 20 brigadas del NKVD participaron en el conflicto.

#### Contribución de las Tropas Fronterizas a la victoria

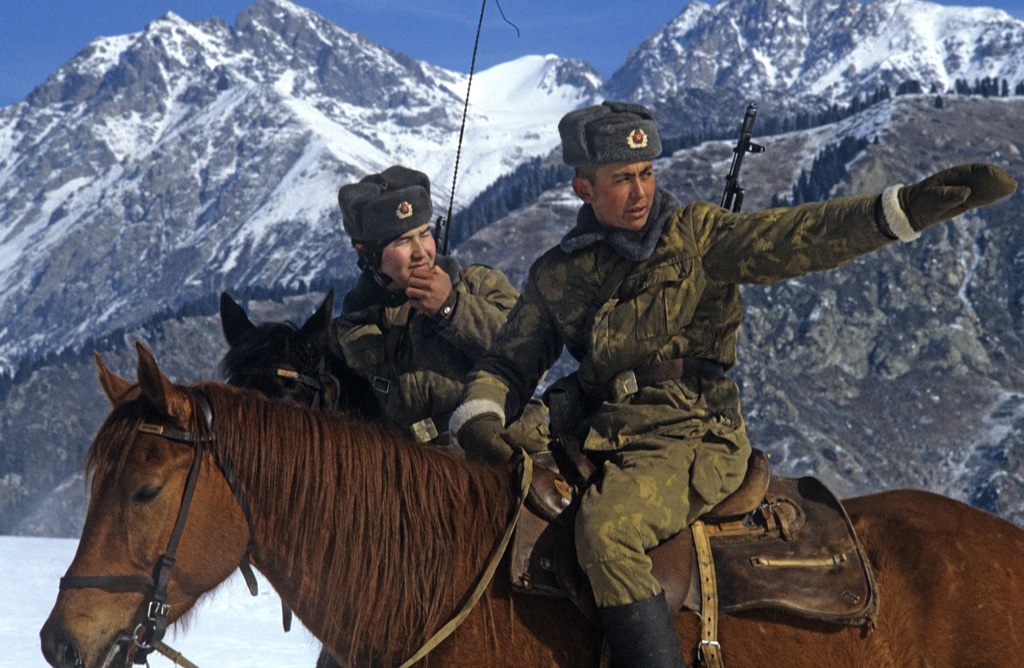
Soldados de la sección alpina en la frontera sino-soviética (1984).

Desde el inicio de la guerra, los guardias fronterizos de la frontera occidental de la URSS fueron los primeros en enfrentarse a la Wehrmacht, y tras el avance alemán, comenzaron a participar en batallas de la retaguardia.
Por la valentía y el heroísmo contra el enemigo mostrados en batalla, un total de 826 guardias fronterizos recibieron órdenes y medallas estatales de la URSS. De ellos, 11 recibieron el título de Héroe de la Unión Soviética, de los cuales 5 la recibieron póstumamente; fue gracias a la feroz resistencia de las Tropas Fronterizas que se produjo un importante desgaste y retraso en el avance alemán, lo que permitió reagrupar a las unidades del Ejército Rojo.
El 25 de junio de 1941, el Consejo de Comisarios del Pueblo de la Unión Soviética asignó la tarea de proteger la retaguardia del Ejército Rojo a las Tropas del NKVD. El 2 de julio de 1941, las unidades de las Tropas Fronterizas fueron reorientadas para  garantizar la seguridad de la retaguardia.
Sobre la base de unidades de las Tropas Internas, se entrenaron destacamentos de sabotaje e instructores en asuntos militares para ser enviados tras las líneas enemigas en destacamentos partisanos. Se destinaron 1,000 guardias fronterizos y combatientes de las Tropas Internas, incluidos 95 comandantes, para reclutar destacamentos partisanos.
Sin embargo, la situación de las tropas fronterizas no afectadas por las secciones de guerra de la frontera también se volvió mucho más complicada. Aumentó el número de enfrentamientos fronterizos e intentos de enviar agentes a territorio soviético en las fronteras con Turquía, Irán y Afganistán (allí, incluso con la ayuda de los alemanes, hubo intentos de revivir el movimiento Basmachí y de romper las pandillas en territorio soviético). Al igual que en la década de 1930, la frontera con la Manchuria ocupada por los japoneses siguió siendo muy turbulenta. En total, de 1941 a 1945, se produjeron 409 enfrentamientos militares en las fronteras de la URSS, 866 casos de uso de armas para detener a los infractores y se incautaron bienes de contrabando por valor de 23 millones de rublos. Se registraron cruces exitosos de infractores y contrabandistas: en 1941; 503, en 1942; 1452, en 1943; 1026 y en 1944; 1028. En 1941, los guardias fronterizos participaron en la operación soviético-británica contra Irán, y en 1945 en la operación contra Japón.
Con la restauración de las fronteras occidentales de la Unión Soviética, la carga de combate de las Tropas Fronterizas solo aumentó: ahora tenían que luchar contra movimientos nacionalistas antisoviéticos (insurgentes ucranianos, bielorrusos, Hermanos del Bosque, entre otros) El número de enfrentamientos y operaciones militares se calculó allí desde 1944 hasta 1947 en miles al año.

### Posguerra

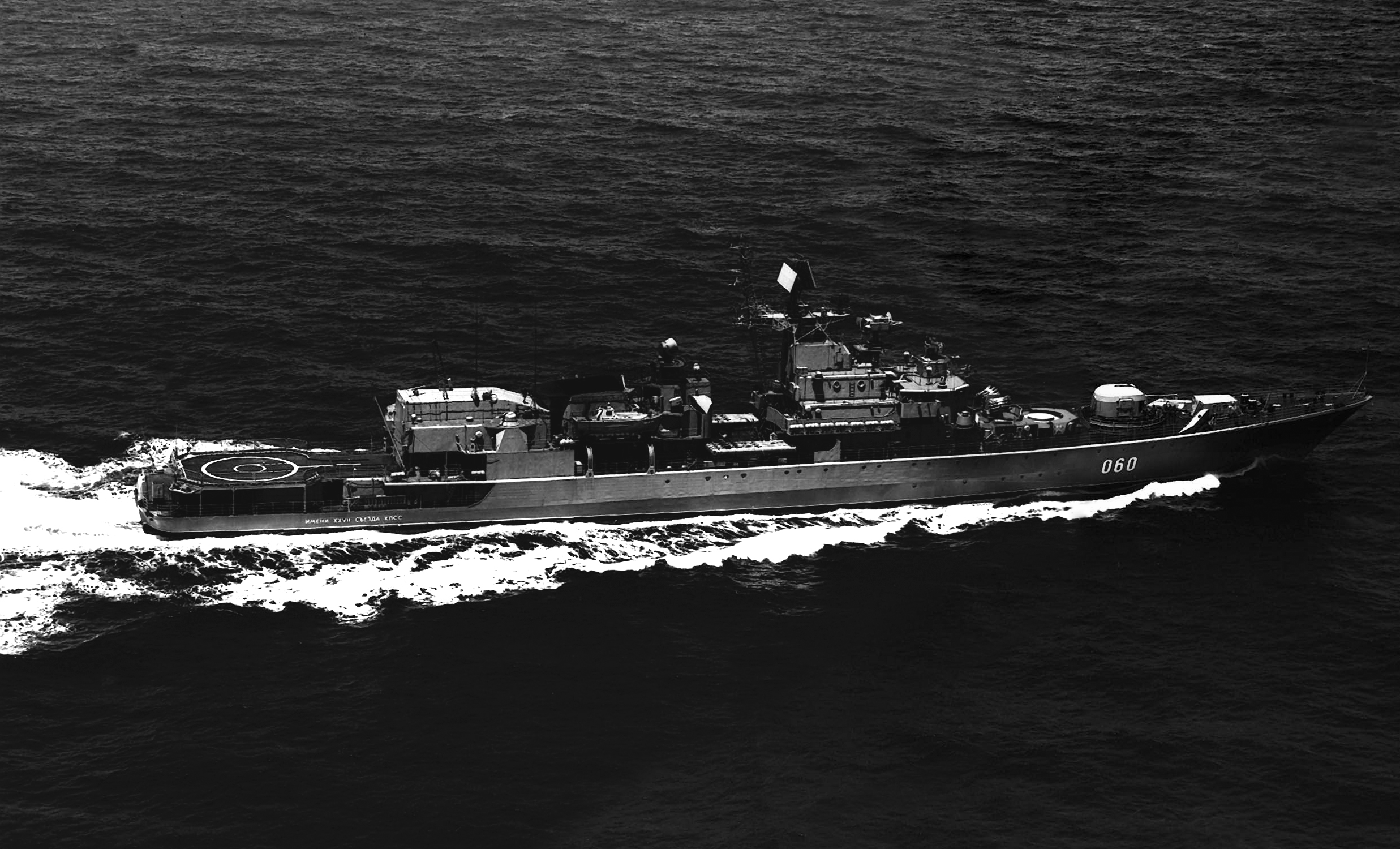
Fragata de los guardacostas soviéticos patrullando (1987).

#### Cambio de subordinación de las Tropas Fronterizas
El 15 de marzo de 1946, el Comisariado del Pueblo de Asuntos Internos se transformó en el Ministerio de Asuntos Internos de la Unión Soviética (MVD), por lo que las Tropas Fronterizas pasaron ahora a formar parte de este último. En octubre de 1949, su administración se transfirió al Ministerio de Seguridad del Estado (MGB).
En marzo de 1953, inmediatamente después de la muerte de Iósif Stalin, el Sóviet Supremo de la Unión Soviética aprobó una resolución que fusionaba al Ministerio de Seguridad del Estado con el Ministerio de Asuntos Internos. Por lo tanto, las tropas fronterizas regresaron a la dirección del MVD. El 27 de marzo de 1957, el Consejo de Ministros de la Unión Soviética adoptó una resolución sobre la transformación del Ministerio de Seguridad del Estado en el Comité de Seguridad del Estado (KGB), por lo que las Tropas Fronterizas pasaron ahora a formar parte del KGB. Las razones de este cambio fueron principalmente crear una organización más enfocada únicamente en la seguridad estatal y los servicios de inteligencia (ahora representada en la KGB), y evitar concentrar todo el poder en el Ministerio de Asuntos Internos, algo que había intentado hacer Lavrenti Beria en 1953. Tras estos cambios, las Tropas Fronterizas formaron parte del KGB desde entonces hasta la desaparición de la Unión Soviética en 1991.

## Estructura

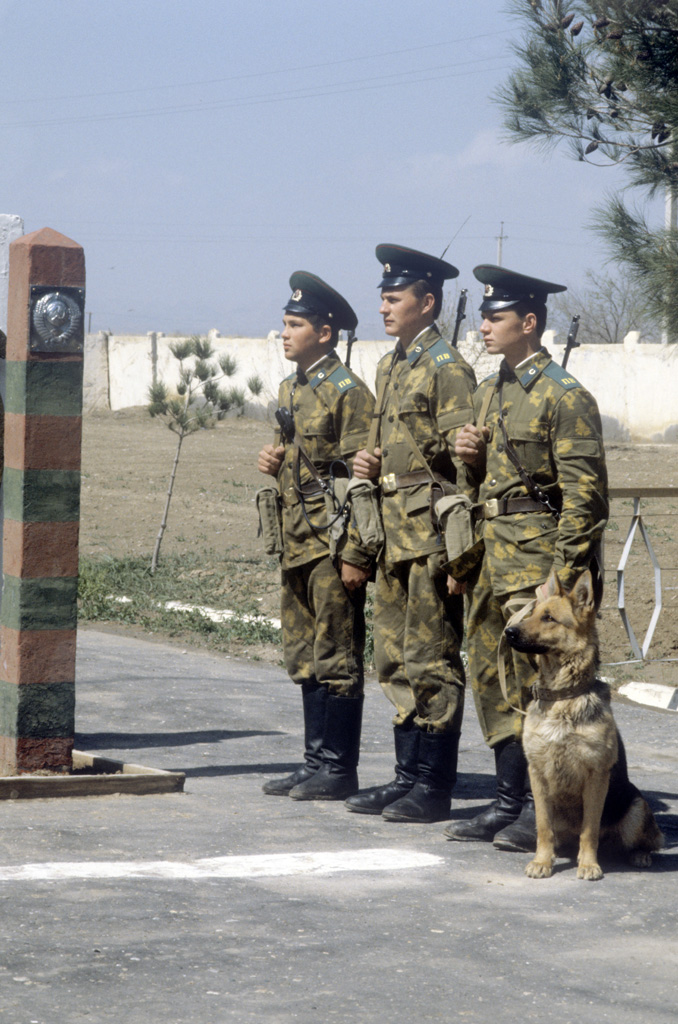
Tropas fronterizas preparadas para patrullar en Asia Central (1988).

Las tropas consistían en distritos fronterizos , formaciones separadas (destacamento fronterizo) y sus formaciones constituyentes que protegen la frontera (puestos fronterizos , oficinas del comandante fronterizo, puestos de control), unidades especiales (subdivisiones) e instituciones educativas. Además, había divisiones y unidades de aviación (regimientos de aviación separados , escuadrones), unidades marítimas (fluviales) (divisiones , brigadas de barcos fronterizos, divisiones de barcos) y unidades de retaguardia.
Desde finales de los años 70, se crearon departamentos regionales para las Tropas Frontrerizas. A principios de los años 90, existían los siguientes departamentos:
- Dirección General de Tropas Fronterizas ( cuartel general )
  - Distrito Fronterizo Nororiental ;
  - Distrito Fronterizo del Pacífico Bandera Roja ;
  - Distrito Fronterizo del Lejano Oriente Bandera Roja ;
  - Distrito Fronterizo Trans-Baikal Bandera Roja ;
  - Distrito Fronterizo Bandera Roja Este ;
  - Bandera Roja Distrito Fronterizo de Asia Central ;
  - Distrito Fronterizo Transcaucásico Bandera Roja ;
  - Distrito Fronterizo Noroccidental Bandera Roja ;
  - Distrito Fronterizo Occidental Bandera Roja ;
  - Distrito Fronterizo del Báltico Bandera Roja ;
  - Destacamento separado de la frontera ártica ;
  - Orden Separada del Destacamento de Control Fronterizo de la Estrella Roja "Moscú";
  - 105º Destacamento Fronterizo de Propósito Especial Separado en el territorio de la RDA (operacionalmente subordinado al Grupo de Fuerzas Occidental );
  - Orden Superior del Comando Fronterizo de la Revolución de Octubre, Escuela de la Bandera Roja de la KGB de la URSS que lleva el nombre de F. E. Dzerzhinsky (Alma-Ata) ;
  - Orden Superior del Comando Fronterizo de la Revolución de Octubre, Escuela de la Bandera Roja de la KGB de la URSS que lleva el nombre del Ayuntamiento de Moscú (Moscú) ;
  - Orden Militar-Política Fronteriza Superior de la Revolución de Octubre, Escuela de la Bandera Roja de la KGB de la URSS que lleva el nombre de K. E. Voroshilov (ciudad de Golitsyno) ;
  - Instituto de toda la Unión para la Capacitación Avanzada de Oficiales de las Tropas Fronterizas;
  - Centro de Formación Conjunto;
  - dos destacamentos de aviación separados;
  - dos batallones separados de ingeniería y construcción;
  - Hospital Central de Tropas Fronterizas;
  - Centro Central de Información y Análisis;
  - Archivo Central de Tropas Fronterizas;
  - Museo Central de las Tropas Fronterizas ;

En enero de 1990, debido a la difícil situación en Transcaucasia, las siguientes formaciones fueron reasignadas a las Tropas Fronterizas del Ejército Soviético :
- 103.a División Aerotransportada de la Guardia
- 75.ª división de fusileros motorizados.

La misión de combate de estas formaciones era reforzar los destacamentos de las Tropas Fronterizas que custodiaban la Frontera Estatal de la Unión Soviética con Irán y Turquía. Las formaciones estuvieron subordinadas al KGB desde el 4 de enero de 1990 hasta el 28 de agosto de 1991.
El estatus legal del personal de las tropas fronterizas estaba regulado por la Ley de la URSS sobre el deber militar universal, las normas sobre el servicio militar, las cartas e instrucciones.
En diciembre de 1991, inmediatamente antes del colapso de la URSS y durante la reorganización de la KGB de la URSS, se abolió la Dirección Principal de las Tropas Fronterizas y se formó el Comité para la Protección de la Frontera Estatal de la URSS.

## Potestades
La misión de las Tropas fronterizas incluía el rechazar incursiones armadas en territorio soviético, evitar los cruces ilegales de la frontera, así como el tráfico de armas, explosivos o contrabando. Las secciones de Guardacostas también estaban a cargo del patrullaje de las zonas marítimas que limitaban con la costa nacional de la URSS, así como la vigilancia o interceptación de buques extranjeros. Los guardas de frontera estaban autorizados a examinar la documentación y posesiones de las personas que entraban o salían del territorio soviético, por lo que también podían confiscar los mismos.